# تویاما میتسورو
تویاما میتسورو (به ژاپنی: 頭山 満 Tōyama Mitsuru); ۲۱ مهٔ ۱۸۵۵ – ۵ اکتبر ۱۹۴۴) اهالی کسب‌وکار، و سیاستمدار اهل ژاپن بود.
تایاما در خانواده‌ای فقیر سامورایی در شهر فوکوئوکا در کیوشو متولد شد. در جوانی، او در شورش ساگا ۱۸۷۴ جنگید.